# Neoduma cretacea
Neoduma cretacea är en fjärilsart som beskrevs av George Francis Hampson 1914. Neoduma cretacea ingår i släktet Neoduma och familjen björnspinnare. Inga underarter finns listade i Catalogue of Life.